# Менлінг
Менлінг (кит. спр. 米林市, піньїнь: Mĭlín Shì) — прикордонне місто-повіт в Тибетському автономному районі, складова міста Ньїнгчі.

## Географія
Менлінг розташовується на півдні префектури, лежить на річці Брахмапутра.

### Клімат
Місто знаходиться у зоні, котра характеризується вологим континентальним кліматом з теплим літом. Найтепліший місяць — липень із середньою температурою 16 °C. Найхолодніший місяць — січень, із середньою температурою 0,2 °С.
| Клімат Менлінга         | Клімат Менлінга | Клімат Менлінга | Клімат Менлінга | Клімат Менлінга | Клімат Менлінга | Клімат Менлінга | Клімат Менлінга | Клімат Менлінга | Клімат Менлінга | Клімат Менлінга | Клімат Менлінга | Клімат Менлінга | Клімат Менлінга |
| Показник                | Січ.            | Лют.            | Бер.            | Квіт.           | Трав.           | Черв.           | Лип.            | Серп.           | Вер.            | Жовт.           | Лист.           | Груд.           |                 |
| Середній максимум, °C   | 8,2             | 8,9             | 12,1            | 15,4            | 18,4            | 20,9            | 22,1            | 22              | 20,1            | 16,6            | 13,1            | 9,7             |                 |
| Середня температура, °C | 0,2             | 2,1             | 5,3             | 8,2             | 11,5            | 14,8            | 16              | 15,7            | 13,8            | 9,8             | 4,8             | 1               |                 |
| Середній мінімум, °C    | −5,5            | −2,6            | 0,7             | 3,5             | 6,7             | 10,7            | 12              | 11,6            | 10              | 5,4             | −1              | −5,2            |                 |
| Норма опадів, мм        | 3.3             | 12.3            | 28.2            | 55.7            | 81.2            | 117.4           | 148.4           | 113.0           | 88.9            | 44.8            | 5.8             | 3.2             |                 |
| Вологість повітря, %    | 61              | 65              | 68              | 71              | 73              | 77              | 79              | 78              | 78              | 72              | 65              | 62              |                 |
| ----------------------- | --------------- | --------------- | --------------- | --------------- | --------------- | --------------- | --------------- | --------------- | --------------- | --------------- | --------------- | --------------- | --------------- |
| Джерело: data.cma.cn    |                 |                 |                 |                 |                 |                 |                 |                 |                 |                 |                 |                 |                 |